# 拉里·克里斯汀森

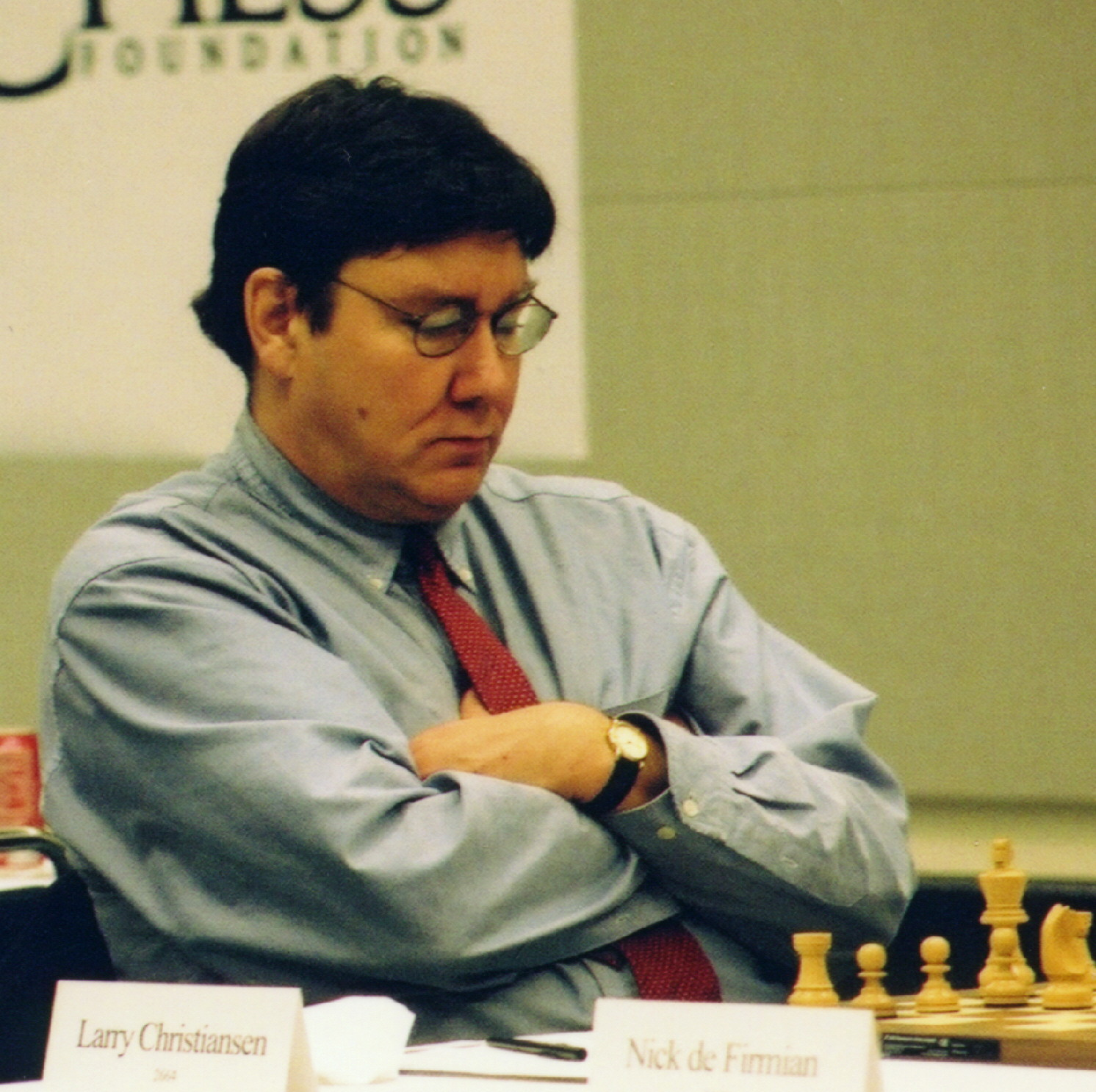
拉里·克里斯汀森，照片攝於2002年華盛頓州西雅圖舉行的美國國際象棋錦標賽上

拉里·克里斯汀森（英語：Larry Christiansen，1956年6月27日—），美国国际象棋特级大师，成长于加州里弗赛德。1980年、1983年和2002年的美国冠军。1979年和1981年利纳雷斯国际象棋超级大赛冠军。他描述自己的棋风是“凶猛和有策略”，常用开局是王翼印度防御。

## 著作
- Christiansen, Larry (2000). Storming the Barricades. Gambit Publications. ISBN 978-1901983258.
- Christiansen, Larry (2004). Rocking the Ramparts. Batsford. ISBN 0713487763